# Zhoushan
Zhoushan, tidigare känd som Chusan, är en stad på prefekturnivå i provinsen Zhejiang i östra Kina. Den ligger omkring 210 kilometer öster om provinshuvudstaden Hangzhou på Zhoushanöarna utanför provinsens nordöstra kust. 
Centrala Zhoushan, även känd som Dinghai, hade 169 761 invånare vid folkräkningen år 2000, med totalt 1 miljon invånare i hela det område som staden omfattar. Staden är provinsens minsta på prefekturnivå, både till ytan och till invånarantalet.

## Historia
Zhoushan har länge varit en viktig handelsplats i Kinas sjöhandel. Under första opiumkriget (1839-1842) ockuperades ön av amiral Charles Elliot och återlämnades inte förrän 1846, då Qing-regeringen utbetalat krigsskadestånd enligt Freden i Nanking.
Tillsammans med en rad mindre öar i Zhejiang-provinsen kontrollerades Zhoushan fortfarande av nationalisterna efter nederlaget i det kinesiska inbördeskriget 1949. Zhoushan och de andra öarna evakuerades dock under 1950.

## Administrativ indelning
Zhoushans stadsprefektur är indelad i två stadsdistrikt och två häraden.
| Område        | Kinesiska (Hanzi) | Areal (km²) | Invånarantal 1 november 2000 |
| Stadsdistrikt |                   |             |                              |
| ------------- | ----------------- | ----------- | ---------------------------- |
| Dinghai       | 定海              | 569         | 369 448                      |
| Putuo         | 普陀              | 459         | 346 237                      |
| Häraden       |                   |             |                              |
| Daishan       | 岱山              | 326         | 197 483                      |
| Shengsi       | 嵊泗              | 86          | 88 362                       |
| TOTALT        |                   | 1 440       | 1 001 530                    |

Zhoushans båda stadsdistrikt hade totalt 715 685 invånare år 2000, på en yta av 1 028 kvadratkilometer.

### Orter
Zhoushans stadsprefektur omfattar inte bara centrala Zhoushan utan även ett antal andra orter. Centrala Zhoushan är indelad i fyra gatuområden (jiedao) som hade totalt 169 761 invånare år 2000. Andra större orter är Shenjiamen (även känd som Putuo) med 146 788 invånare samma år, och Gaoting (71 863 invånare).

## Klimat
Genomsnittlig årsnederbörd är 1 673 millimeter. Den regnigaste månaden är juni, med i genomsnitt 332 mm nederbörd, och den torraste är januari, med 48 mm nederbörd.